# 71489 Dynamocamp
71489 Dynamocamp este un asteroid din centura principală de asteroizi.

## Descriere
71489 Dynamocamp este un asteroid din centura principală de asteroizi. A fost descoperit pe 4 februarie 2000 la San Marcello Pistoiese de Luciano Tesi și Maura Tombelli. Asteroidul prezintă o orbită caracterizată de o semiaxă mare de 3,15 ua, o excentricitate de 0,13 și o înclinație de 0,8° în raport cu ecliptica.